# Nonancourt
Nonancourt ist eine französische Gemeinde mit 2300 Einwohnern (Stand 1. Januar 2022) im Département Eure in der Region Normandie. Sie gehört zum Arrondissement Évreux und zum Kanton Verneuil d’Avre et d’Iton.

## Geschichte
1189 unterzeichneten Philipp II. von Frankreich und Richard Löwenherz hier einen Waffenstillstand, den sie jedoch nicht einhielten.
Im Zweiten Weltkrieg (1939–1945) fand ein Mitglied der Résistance während der Operation Overlord eine Funkstation eines alliierten Flugzeugs und versteckte sie im Glockenturm der Kirche von Nonancourt. Als die Wehrmacht am 14. August 1944 die Funkstation entdeckte, nahm sie die beiden Geistlichen des Ortes und den Bürgermeister fest und brachte sie nach Dreux. Die drei Gefangenen wurden bald darauf wieder freigelassen, weil die deutschen Bewacher flohen.

### Bevölkerungsentwicklung
- 1962: 1794
- 1968: 1688
- 1975: 1862
- 1982: 1752
- 1990: 2184
- 1999: 2302
- 2005: 2174
- 2017: 2282

## Kultur und Sehenswürdigkeiten
Nonancourt ist mit einer Blume im Conseil national des villes et villages fleuris (Nationalrat der beblümten Städte und Dörfer) vertreten. Die „Blumen“ werden im Zuge eines regionalen Wettbewerbs verliehen, wobei maximal drei Blumen erreicht werden können.
- Kirche Saint-Martin (12.–16. Jh.)
- Reste der Stadtmauern aus dem 13. Jh.
- Fachwerkhäuser

## Wirtschaft
Auf dem Gemeindegebiet gelten geschützte geographische Angaben (IGP) für Schweinefleisch (Porc de Normandie), Geflügel (Volailles de Normandie) und Cidre (Cidre de Normandie und Cidre normand).